# Педриктаун (Нью-Джерсі)
Педриктаун (англ. Pedricktown) — переписна місцевість (CDP) в США, в окрузі Салем штату Нью-Джерсі. Населення — 487 осіб (2020).

## Географія
Педриктаун розташований за координатами 39°45′59″ пн. ш. 75°24′27″ зх. д. / 39.76639° пн. ш. 75.40750° зх. д. (39.766430, -75.407591).  За даними Бюро перепису населення США в 2010 році переписна місцевість мала площу 2,34 км², з яких 2,34 км² — суходіл та 0,00 км² — водойми.

## Демографія
Згідно з переписом 2010 року, у переписній місцевості мешкали 524 особи в 197 домогосподарствах у складі 147 родин. Густота населення становила 223 особи/км².  Було 220 помешкань (94/км²).
Расовий склад населення:
| - 91,8 % — білих - 2,7 % — чорних або афроамериканців - 0,2 % — азіатів - 4,6 % — осіб інших рас |

До двох чи більше рас належало 0,8 %. Частка іспаномовних становила 9,9 % від усіх жителів.
За віковим діапазоном населення розподілялося таким чином: 26,9 % — особи молодші 18 років, 62,6 % — особи у віці 18—64 років, 10,5 % — особи у віці 65 років та старші. Медіана віку мешканця становила 36,0 року. На 100 осіб жіночої статі у переписній місцевості припадало 94,8 чоловіків;  на 100 жінок у віці від 18 років та старших — 100,5 чоловіків також старших 18 років.
Середній дохід на одне домашнє господарство  становив 68 386 доларів США (медіана — 54 886), а середній дохід на одну сім'ю — 83 031 долар (медіана — 70 568). За межею бідності перебувало 3,9 % осіб, у тому числі 4,2 % дітей у віці до 18 років та 6,3 % осіб у віці 65 років та старших.
Цивільне працевлаштоване населення становило 265 осіб. Основні галузі зайнятості: освіта, охорона здоров'я та соціальна допомога — 22,3 %, виробництво — 17,4 %, роздрібна торгівля — 14,0 %.